# Павлик Анна Іванівна

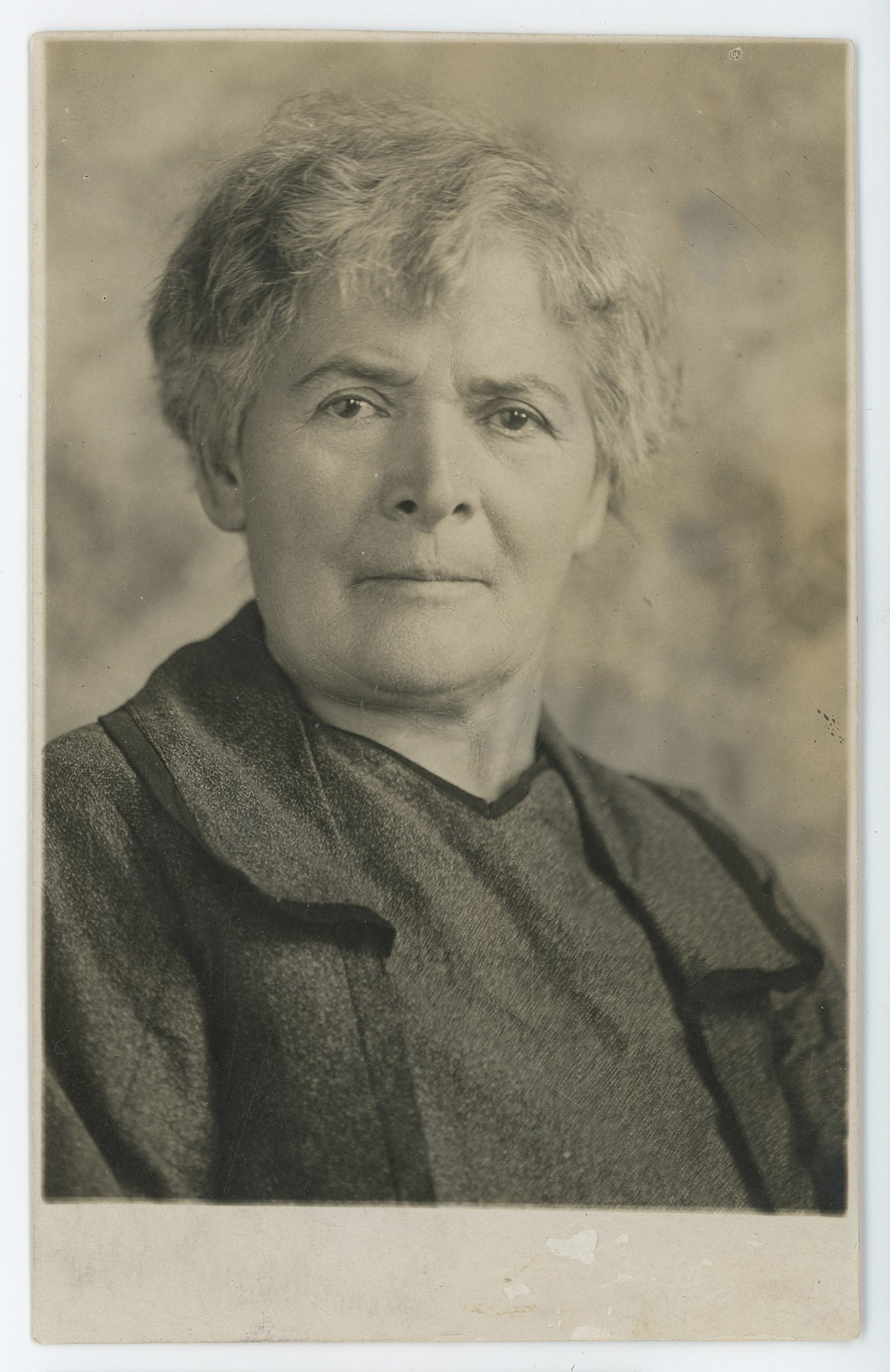

Анна Павлик (26 січня 1855, с. Монастирське, нині у складі м. Косова — 13 жовтня 1928, Львів) — українська громадсько-культурна діячка і письменниця, активна учасниця жіночого руху в Галичині. Сестра Михайла Павлика.

## Життєпис
Через тяжкі матеріальні умови життя родини Анна не змогла систематично відвідувати школу. Була наймичкою. Мала велике бажання навчатися, але могла це робити лише самотужки, шляхом читання. Книжки та журнали, що їх надсилав їй брат Михайло, розповсюджувала серед селян Косова, через що зазнавала переслідувань з боку місцевої влади. В 1877 р. Анну двічі арештовували й судили — в січні та влітку, разом з І. Франком, М. Павликом, О. Терлецьким та іншими. Також зазнавала арештів 1879 та 1880 рр. Кожного разу суд виносив вирок про ув'язнення.
Несправедливості влади присвячена стаття Анни Павлик «Мої і людські гріхи, а панська і попівська правда». Її перу належить нарис «Зарібниця» (альманах «Перший вінок», 1887). Писала також вірші, в яких гостро виступала проти несправедливості влади, здирства попів («Несумлінність», «Попівське сумління», «Дуреньків суд»), публіцистичні статті («Образок хлопа-рільника від Косова»), записувала фольклор.
Сестра Михайла Драгоманова — Ольга Драгоманова-Косач (літературний псевдонім Олена Пчілка), яка через Івана Франка познайомилась з Анною Павлик, цікавилась творчістю талановитої письменниці. У 1887 р. вона разом з Наталією Кобринською видала альманах жіночих творів — авторок Галичини і Наддніпрянщини «Перший вінок», у якому було надруковане оповідання Анни Павлик.
У 1920-х роках Анна Павлик, яка залишилася самотньою, допомагала дітям-сиротам з Монастирського, мала намір побудувати на спеціально купленому ґрунті сиротинець та будинок, куди могли б приїжджати для відпочинку й творчої праці хворі українські письменники, але цей намір їй не вдалося здійснити через раптову смерть.
Анна Павлик померла 13 жовтня 1928 в місті Львові, де й похована. У Косові на її честь названа одна із вулиць на Монастирському.

## Сучасники про Анну Павлик
Анна Павлик справляла сильне враження своєю чесністю, відвертістю, непохитністю переконань, які не розходилися з її способом життя. Василь Стефаник, який познайомився з Анною у Коломиї, будучи гімназистом, через багато років в автобіографії писав: «Для мене вона була чимось найкращим в моїм злиденнім життю». Іван Франко присвятив їй поезію «Анні П.».